# Lampides paliassa
Lampides paliassa är en fjärilsart som beskrevs av Hans Fruhstorfer 1916. Lampides paliassa ingår i släktet Lampides och familjen juvelvingar. Inga underarter finns listade i Catalogue of Life.